# Ajuga piskoi
Ajuga piskoi là một loài thực vật có hoa trong họ Hoa môi. Loài này được Degen & Bald. mô tả khoa học đầu tiên năm 1896.